# Małgorzata Szumowska
Małgorzata Szumowska (Krakau, 26 februari 1973) is een Pools filmregisseuse, scenarioschrijver en filmproducente.

## Biografie
Małgorzata Szumowska werd geboren in Krakau als dochter van de journalisten Maciej Szumowski en Dorota Terakowska. Ze is de zuster van Wojciech Szumowski, een regisseur van documentaires. Ze is sinds 2012 getrouwd met de acteur Mateusz Kosciukiewicz en ze hebben samen een dochter Alina. Ze heeft een zoon Maciej uit haar relatie met Jacek Drosio.
Szumowska studeerde twee jaar kunstgeschiedenis aan de Jagiellonische Universiteit van Krakau alvorens met filmstudies aan te vangen aan de Staatshogeschool voor Film, Televisie en Theater Łódź waar ze enkele kortfilms maakte. Ze studeerde af in 1998 en maakte haar speelfilmdebuut in 2000 met Szczęśliwy człowiek. De film werd in 2001 genomineerd voor de Europese Filmprijzen in de categorie "Europese ontdekking van het jaar" en Szumowska werd datzelfde jaar lid van de European Film Academy. Haar doorbraak kwam er met 33 sceny z życia (33 Scenes from Life) in 2008 die onder meer bekroond werd op het Internationaal filmfestival van Locarno.

## Filmografie

### Regisseur
- 1999: Cisza (korte documentaire)
- 2000: Wniebowstąpienie
- 2000: Szczęśliwy człowiek
- 2004: Skrzyżowanie
- 2004: Ono
- 2004: Visions of Europe
- 2005: Solidarność, Solidarność...
- 2006: A czego tu się bać? (korte documentaire)
- 2008: 33 sceny z życia (33 Scenes from Life)
- 2012: Elles
- 2013: W imię… (In the Name of…)
- 2015: Ciało (Body)
- 2018: Twarz

### Scenario
- 2000 - Szczęśliwy człowiek
- 2004 - Ono
- 2004 - Visions of Europe
- 2005 - Solidarność, Solidarność...
- 2006 - A czego tu się bać?
- 2008 - 33 sceny z życia
- 2012 - Elles
- 2015 : Ciało (Body)

### Producent
- 2004 - Visions of Europe
- 2009 - Antichrist - coproducucent
- 2015 : Ciało (Body)

## Prijzen en nominaties
De belangrijkste:
| jaar | prijs                                   | categorie                          | genomineerde(n)     | uitslag     |
| ---- | --------------------------------------- | ---------------------------------- | ------------------- | ----------- |
| 2015 | Internationaal filmfestival van Berlijn | Zilveren Beer voor Beste Regisseur | Ciało               | Gewonnen    |
| 2013 | Internationaal filmfestival van Berlijn | Reader Jury of the "Siegessäule"   | W imię…             | Gewonnen    |
| 2013 | Internationaal filmfestival van Berlijn | Teddy Award                        | W imię…             | Gewonnen    |
| 2008 | Internationaal filmfestival van Locarno | Special Jury Prize                 | 33 sceny z życia    | Gewonnen    |
| 2008 | Pools filmfestival                      | Beste regisseur                    | 33 sceny z życia    | Gewonnen    |
| 2008 | Pools filmfestival                      | Critics Award                      | 33 sceny z życia    | Gewonnen    |
| 2005 | Europese Filmprijzen                    | Europese ontdekking van het jaar   | Ono                 | Genomineerd |
| 2001 | Europese Filmprijzen                    | Europese ontdekking van het jaar   | Szczęśliwy człowiek | Genomineerd |